# Zuidstraat (roman)
Zuidstraat is een roman van Denis Henriquez uit 1992.
Met veel humor en nostalgie worden de verhalen van beste vrienden Alejandro Bulos en Bernando (Binchi) Rincones, hun familie en vrienden, verteld.  Het decor is Zuidstraat, een straatje in Oranjestad, Aruba, gedurende de tweede helft van de jaren vijftig. In negen hoofdstukken worden verschillende aspecten van de levens van de bewoners verteld. Door hun liefdes, teleurstellingen, eenzaamheid en bijgeloof te schilderen, lukt het Henriquez om Zuidstraat tot een microkosmos te maken: het is een smeltkroes van verschillende etniciteiten, leeftijden en geloofsovertuigingen. 

## Motto
Het boek ontleent zijn motto aan het lied Amores de Estudiante gezongen door Carlos Gardel over het nostalgisch terugdenken aan het verleden. 
Fantasmas del pasado, perfumes de ayer
que evocaré doliente plateando mi sien;
bandadas de recuerdos de un tiempo querido,
lejano y florido que no olvidaré.

## Personages
Hoofdpersonages:
- Bernando (Binchi) Rincones en Alejandro Bulos

Secundaire personages:
- Jacinto en Enriquita Rincones: ouders van Binchi
- Minimo en Tonia Bulos: ouders van Alejandro
- Uncle Djo: oom van Binchi
- Joao: Portugese straatveger en tuinman

## Inhoud boek
Hoofdstuk 1 Rosa, mi amor
Binchi en Alejandro zijn beiden verliefd op Rosa en proberen alles te doen om haar te versieren. Dit allemaal vergeefs omdat hun versierpogingen mislukken en Rosa verliefd wordt op ene Teofilo (Tenchi).
Hoofdstuk 2 Mister Chicklets en Binchi Five Guilders
Alejandro krijgt de bijnaam “Mister Chicklets” nadat hij in een modderpoel wegzakt als hij Binchi om kauwgom vraagt. Binchi werd “Binchi Five Guilders” nadat hij een keer een vrouw  “you owe me five guilders” hoorde schreeuwen. Hij vertelt dit verhaal en wordt populair. De vrouw die schreeuwde blijkt later de moeder te zijn van hun vriend Roland.
Hoofdstuk 3	Het feest van San Juan
Het is San Juan en Lionel, de stiefvader van Edi Trimons, gaat feesten, wordt dronken, valt vrouwen lastig en er ontstaat een gevecht. Thuis aankomend probeert Lionel zijn vrouw Teresa te verkrachten en later te wurgen. Edi probeert zijn moeder te helpen en reikt haar een mes toe waarmee zij Lionel doodsteekt.
Hoofdstuk 4	Uncle Djo
Uncle Djo of Djowiwi is de broer van Enriquita, de moeder van Binchi. Hij heeft een avontuurlijk leven achter de rug en woont nu in de Zuidstraat. Hij vertelt verhalen over zijn werk op de suikerplantages van Cuba, zijn reizen per schip door het Caribische gebied en Zuid-Amerika, zijn relatie met Martha en hoe hij daarna weer naar Aruba terugkeerde.
Hoofdstuk 5 Joao
Hard werkende Portugees die verliefd wordt op Susana, een tante van Binchi. Door de afkeuring van Damaso, haar oudste broer, mislukt deze relatie. Susana sluit zich in haar kamer op en wordt alcoholist. Na een tijdje trouwt Joao met een Portugese vrouw tot groter verdriet van Susana.
Hoofdstuk 6	De vreemdeling
Voor het uitbreken van de Tweede Wereldoorlog migreert Johannes Biermans naar Aruba en trouwt later met de dochter van een rijke zakenman, Catharina Printz. Johannes wordt door de steun van zijn schoonvader en vrouw, in de zakenwereld opgenomen, maar omdat hij geen verstand van zaken heeft, wordt hij een grote mislukking. Later mislukt ook zijn huwelijk met Catharina.
Hoofdstuk 7 De verloren zoon
Alejandro is langzamerhand steeds minder religieus geworden tot ergernis van zijn moeder Tonita. Hij wil niet meer naar de kerk en blijft op een zondag alleen thuis met het dienstmeisje Meme als zijn ouders de mis bijwonen. Ze beginnen een relatie en gaan elke zondagochtend met elkaar naar bed.
Hoofdstuk 8 De wereld is krom
De vrienden hebben besloten wat ze gaan studeren. Alejandro wordt piloot, Binchi waterbouwkunde en hun vriend Steve natuurkunde. Na de begrafenis van Binchi’s oom Nicanor, neem Sapo, zijn broer hem naar een bordeel. Dit is gevestigd in een huis waar vroeger een echtpaar en hun dochter Evangelina woonden. Ze zou door de duivel bezeten zijn en spookte rond in de Zuidstraat totdat Uncle Djo haar ziel had weggejaagd. In het bordeel is het merkbaar dat Binchi niet veel ervaring heeft want hij luistert liever naar een meisje dan actie te ondernemen.
Hoofdstuk 9	Zuidstraat
Het is de dag van vertrek van Alejandro en Binchi. De eerste vertrekt eerder naar de Verenigde Staten, Binchi pas tegen de avond naar Nederland. Zijn moeder Enriquita heeft moeilijkheden om haar zoon los te laten en droomt na zijn vertrek over vroeger en de mensen die de revue hebben gepasseerd in Zuidstraat.

## Motieven
(Mislukte) liefde: Verliefdheid van Alejandro en Binchi voor Rosa en de ontgoocheling als Rosa verkering krijgt met Tenchi. De verboden liefde tussen de Portugese Joao en de Arubaan Susana. Martha die Uncle Djo verzorgde en hem liefhad, maar toch niet aan haar zijde kon houden en later van verdriet stierf. Johannes Biermans en Catharina Printz die later scheidden omdat hij een mislukking was als zakenman.
Inter-personele/ Familierelaties: vader-zoon, moeder-zoon, man–vrouw, echtgenoot–echtgenote, familiehoofd en rest van de familie, tussen verschillende nationaliteiten (Arubaan vs. Curaçaoënaar, Arubaan vs. Portugees), vrouw des huizes en dienstmeisje.
Bijgeloof:
- Evangelina die na vele bezoeken aan dokters, medicijnmannen en voodoopriesters, wordt gezegd dat ze door de duivel is bezeten. Haar vader wurgt haar na een van haar aanvallen en sindsdien zwerft haar geest rond in de Zuidstraat. Uncle Djo jaagt haar weg door op haar te schieten met zijn revolver.
- Enriquita, de moeder van Binchi, is bang voor de gevaren van de nacht. Ze geeft haar zoon advies om met zijn rug het huis te betreden als hij ’s avonds binnenkomt.
- Het huis van de zeven zusters werd bezocht door de duivel die ze wegjaagden met kruisen en beeltenissen van de Heilige Maagd.
- Tonita, de moeder van Alejandro, heeft het huis helemaal beschermd met kruisen en beeldjes van heiligen die verschillende functies hebben.